# Shorin-ji kempo
Shorin Ji Kenpo (jap.) ili Shaolin Yu Ch'ia Chuan (kin.) (izravno prevedeno: "tvrdo-meki stil Shaolina") je borilačka vještina.

## Povijest
Njeni korijeni proizlaze iz legendarnog hrama borilačkih vještina Shaolin iz pokrajine Songshan u Kini koju je oformio isposnik Boddhidharma (kin. Da Mo). Tijekom vremena, vještina hrama Shaolin se razgranala na različite stilove pod utjecajima raznih učitelja (npr. Wing Tchun, Bagua Zang, Tai Chi, Chi Kung, te različiti stilovi koji imitiraju pokrete životinja). Sama vještina se proširila na Okinawu i Japan, gdje je njeno ime prevedeno: Shorin Ji Kenpo. 
Otac modernog Shorin Ji Kenpa je učitelj So Doshin ili "Kaiso" (jap. "osnivač"), koji je osnovao prvi dojo (jap. "školu") - koja se danas naziva "Hombu" - u obalnom gradiću Tadotsu (otok Shikoku, Japan), 1947. godine - krajem Drugog Svjetskog rata. 
Učitelj So je za vrijeme rata radio kao specijalni agent japanske Vlade i Ministarstva vanjskih poslova. Njegovo zanimanje ga je odvelo u Kinu, gdje je, zbog prirode svojeg posla, došao u izravni kontakt s mnogim raznovrsnim oblicima kineskih borilačkih vještina i drevnim hramom Shaolin. Poučen svojim prijašnjim poznavanjem japanskih borilačkih vještina i sedamnaestogodišnjim iskustvom vježbanja u Kini, po povratku u Japan rađa se Shorin Ji Kenpo. To ime je odabrano upravo zato što se tehnike ove vještine baziraju na tehnikama vještina Shaolina i, znajući i uvažavajući učenje hrama, učitelj So niti u jednom dijelu nije prisvojio ili svojatao vještinu kao svoju osobnu kreaciju. Dapače, njegova namjera je bila prenijeti duh tradicije hrama Shaolin koja uvježbava duh i tijelo, te podučava: disciplinu, odgovornost, pouzdanost, unutarnji sklad i suosjećanje sa svim živim bićima - kvalitete koje se ističu u filozofiji i podukama Zen ("Chan") budizma. 

## Shorin Ji Kenpo danas
Danas u Japanu Shorin Ji Kenpo postoji i pod imenom "Kongozen Souhonzan Shorinji", religiozna organizacija budističkog opredjeljenja, u kojoj su svi učenici – svećenici čiji majstori nose počasni naziv "Kenshi". Ovdje vježbanje borilačke vještine predstavlja podjednako važan aspekt kao i religijsko učenje budizma. Osim vještina, hram je poznat po čestim humanitarnim radovima i dobrotvornim akcijama pomoći stradalnicima od čestih potresa u Japanu i poplava u Kini.

## Opis vještine
Ova vještina kombinira udarce rukama, nogama, raznolike poluge i zahvate, bacanja, borbu na tlu, te borbu raznim oružjem (nunchake, tonfa, štap, boken). Odlika Shorin Ji Kenpa kao tipične borbene vještine ("jutsu") je prije svega efikasnost u realnoj situaciji. Stoga se treninge Shorin Ji Kenpa nastoji približiti što je više moguće realnim situacijama. Sam cilj vježbanja nije sportsko natjecanje, već cjelovita rekreacija duha i tijela radi očuvanja zdravlja, unutarnje harmonije i samoobrane u realnoj situaciji.